# Disperis
Genre
Synonymes
- Dipera Spreng.[2]
- Diperis Wight[2]
- Dryopeia Thouars[2]
- Dryopria Thouars[2]
- Dryorkis Thouars[2]

Disperis est un genre de plantes de la famille des Orchidaceae.

## Liste des variétés, sous-espèces et espèces
Selon BioLib (6 août 2017) :
- Disperis ankarensis H.Perrier
- Disperis anthoceros Rchb.f.
- Disperis aphylla Kraenzl. ex De Wild. & T.Durand
- Disperis bathiei Bosser & la Croix
- Disperis bifida P.J.Cribb
- Disperis bodkinii Bolus
- Disperis bolusiana Schltr.
- Disperis bosseri la Croix & P.J.Cribb
- Disperis breviloba Verdc.
- Disperis capensis (L.) Sw.
- Disperis cardiophora Harv.
- Disperis ciliata Bosser
- Disperis circumflexa (L.) T.Durand & Schinz
- Disperis concinna Schltr.
- Disperis cooperi Harv.
- Disperis cordata Sw.
- Disperis crassicaulis Rchb.f.
- Disperis cucullata Sw.
- Disperis decipiens Verdc.
- Disperis dicerochila Summerh.
- Disperis discifera H.Perrier
- Disperis disiformis Schltr.
- Disperis egregia Summerh.
- Disperis elaphoceras Verdc.
- Disperis erucifera H.Perrier
- Disperis falcatipetala P.J.Cribb & la Croix
- Disperis fanniniae Harv.
- Disperis fayi Szlach. & Kowalk.
- Disperis galerita Rchb.f.
- Disperis hildebrandtii Rchb.f.
- Disperis humblotii Rchb.f.
- Disperis johnstonii Rchb.f. ex Rolfe
- Disperis kamerunensis Schltr.
- Disperis katangensis Summerh.
- Disperis kerstenii Rchb.f.
- Disperis kilimanjarica Rendle
- Disperis lanceana H.Perrier
- Disperis lanceolata Bosser & la Croix
- Disperis latigaleata H.Perrier
- Disperis leuconeura Schltr.
- Disperis lindleyana Rchb.f.
- Disperis macowanii Bolus
- Disperis majungensis Schltr.
- Disperis masoalensis P.J.Cribb & la Croix
- Disperis meirax Rchb.f.
- Disperis micrantha Lindl.
- Disperis mildbraedii Schltr. ex Summerh.
- Disperis monophylla Blatt. ex C.E.C.Fisch.
- Disperis mozambicensis Schltr.
- Disperis neilgherrensis Wight
- Disperis nemorosa Rendle
- Disperis nitida Summerh.
- Disperis oppositifolia Sm.
- Disperis oxyglossa Bolus
- Disperis paludosa Harv. ex Lindl.
- Disperis parvifolia Schltr.
- Disperis perrieri Schltr.
- Disperis purpurata Rchb.f.
- Disperis pusilla Verdc.
- Disperis raiilabris Summerh.
- Disperis reichenbachiana Welw. ex Rchb.f.
- Disperis reklieberae Eb.Fisch., Killmann, Delep. & J.-P.Lebel
- Disperis renibractea Schltr.
- Disperis saxicola Schltr.
- Disperis similis Schltr.
- Disperis stenoplectron Rchb.f.
- Disperis szolc-rogozinskiana Szlach. & Kowalk.
- Disperis thomensis Summerh.
- Disperis thorncroftii Schltr.
- Disperis togoensis Schltr.
- Disperis trilineata Schltr.
- Disperis tripetaloides (Thouars) Lindl.
- Disperis tysonii Bolus
- Disperis uzungwae Verdc.
- Disperis villosa (L.f.) Sw.
- Disperis virginalis Schltr.
- Disperis wealei Rchb.f.
- Disperis woodii Bolus

Selon Catalogue of Life (6 août 2017) :
- Disperis ankarensis H.Perrier
- Disperis anthoceros Rchb.f.
- Disperis aphylla Kraenzl. ex De Wild. & T.Durand
- Disperis bathiei Bosser & la Croix
- Disperis bifida P.J.Cribb
- Disperis bodkinii Bolus
- Disperis bolusiana Schltr. ex Bolus
- Disperis bosseri la Croix & P.J.Cribb
- Disperis breviloba Verdc.
- Disperis capensis (L.) Sw.
- Disperis cardiophora Harv.
- Disperis ciliata Bosser
- Disperis circumflexa (L.) T.Durand & Schinz
- Disperis concinna Schltr.
- Disperis cooperi Harv.
- Disperis cordata Sw.
- Disperis crassicaulis Rchb.f.
- Disperis cucullata Sw.
- Disperis decipiens Verdc.
- Disperis dicerochila Summerh.
- Disperis discifera H.Perrier
- Disperis disiformis Schltr.
- Disperis egregia Summerh.
- Disperis elaphoceras Verdc.
- Disperis erucifera H.Perrier
- Disperis falcatipetala P.J.Cribb & la Croix
- Disperis fanniniae Harv.
- Disperis fayi Szlach. & Kowalk.
- Disperis galerita Rchb.f.
- Disperis hildebrandtii Rchb.f.
- Disperis humblotii Rchb.f.
- Disperis johnstonii Rchb.f. ex Rolfe
- Disperis kamerunensis Schltr.
- Disperis katangensis Summerh.
- Disperis kerstenii Rchb.f.
- Disperis kilimanjarica Rendle
- Disperis lanceana H.Perrier
- Disperis lanceolata Bosser & la Croix
- Disperis latigaleata H.Perrier
- Disperis leuconeura Schltr.
- Disperis lindleyana Rchb.f.
- Disperis macowanii Bolus
- Disperis majungensis Schltr.
- Disperis masoalensis P.J.Cribb & la Croix
- Disperis meirax Rchb.f.
- Disperis micrantha Lindl.
- Disperis mildbraedii Schltr. ex Summerh.
- Disperis monophylla Blatt. ex C.E.C.Fisch.
- Disperis mozambicensis Schltr.
- Disperis neilgherrensis Wight
- Disperis nemorosa Rendle
- Disperis nitida Summerh.
- Disperis oppositifolia Sm.
- Disperis oxyglossa Bolus
- Disperis paludosa Harv. ex Lindl.
- Disperis parvifolia Schltr.
- Disperis perrieri Schltr.
- Disperis purpurata Rchb.f.
- Disperis pusilla Verdc.
- Disperis raiilabris Summerh.
- Disperis reichenbachiana Welw. ex Rchb.f.
- Disperis reklieberae Eb.Fisch., Killmann, Delep. & J.-P.Lebel
- Disperis renibractea Schltr.
- Disperis saxicola Schltr.
- Disperis similis Schltr.
- Disperis stenoplectron Rchb.f.
- Disperis szolc-rogozinskiana Szlach. & Kowalk.
- Disperis thomensis Summerh.
- Disperis thorncroftii Schltr.
- Disperis togoensis Schltr.
- Disperis trilineata Schltr.
- Disperis tripetaloides (Thouars) Lindl.
- Disperis tysonii Bolus
- Disperis uzungwae Verdc.
- Disperis villosa (L.f.) Sw.
- Disperis virginalis Schltr.
- Disperis wealei Rchb.f.
- Disperis woodii Bolus

Selon World Checklist of Selected Plant Families (WCSP) (6 août 2017) :
- Disperis ankarensis H.Perrier (1939)
- Disperis anthoceros Rchb.f. (1881)
  - variété Disperis anthoceros var. anthoceros
  - variété Disperis anthoceros var. grandiflora Verdc. (1968)
  - variété Disperis anthoceros var. humbertii (H.Perrier) la Croix, Adansonia, sér. 3 (2002)
- Disperis aphylla Kraenzl. ex De Wild. & T.Durand, Bull. Soc. Roy. Bot. Belgique (1899)
  - sous-espèce Disperis aphylla subsp. aphylla
  - sous-espèce Disperis aphylla subsp. bifolia Verdc. (1968)
- Disperis bathiei Bosser & la Croix, Adansonia, sér. 3 (2002)
- Disperis bifida P.J.Cribb (1985)
- Disperis bodkinii Bolus (1896)
- Disperis bolusiana Schltr. ex Bolus (1896)
  - sous-espèce Disperis bolusiana subsp. bolusiana
  - sous-espèce Disperis bolusiana subsp. macrocorys (Rolfe) J.C.Manning (1990)
- Disperis bosseri la Croix & P.J.Cribb, Adansonia, sér. 3 (2002)
- Disperis breviloba Verdc. (1977)
- Disperis capensis (L.) Sw. (1800)
  - variété Disperis capensis var. brevicaudata Rolfe (1913)
  - variété Disperis capensis var. capensis
- Disperis cardiophora Harv. (1863)
- Disperis ciliata Bosser, Adansonia, sér. 3 (2002)
- Disperis circumflexa (L.) T.Durand & Schinz (1894)
  - sous-espèce Disperis circumflexa subsp. aemula (Schltr.) J.C.Manning (1990)
  - sous-espèce Disperis circumflexa subsp. circumflexa
- Disperis concinna Schltr. (1895)
- Disperis cooperi Harv. (1863)
- Disperis cordata Sw. (1800)
- Disperis crassicaulis Rchb.f. (1850)
- Disperis cucullata Sw. (1800)
- Disperis decipiens Verdc. (1975 publ. 1976)
- Disperis dicerochila Summerh. (1935)
- Disperis discifera H.Perrier (1936)
  - variété Disperis discifera var. borbonica (H.Perrier) Bosser, Adansonia, sér. 3 (2002)
  - variété Disperis discifera var. discifera
- Disperis disiformis Schltr. (1893)
- Disperis egregia Summerh. (1951 publ. 1952)
- Disperis elaphoceras Verdc. (1986)
- Disperis erucifera H.Perrier (1936)
- Disperis falcatipetala P.J.Cribb & la Croix, Adansonia, sér. 3 (2002)
- Disperis fanniniae Harv. (1863)
- Disperis fayi Szlach. & Kowalk. (2008)
- Disperis galerita Rchb.f. (1881)
- Disperis hildebrandtii Rchb.f. (1878)
- Disperis humblotii Rchb.f. (1885)
- Disperis johnstonii Rchb.f. ex Rolfe (1898)
- Disperis kamerunensis Schltr. (1897)
- Disperis katangensis Summerh. (1931)
  - variété Disperis katangensis var. katangensis
  - variété Disperis katangensis var. minor Verdc. (1968)
- Disperis kerstenii Rchb.f. (1881)
- Disperis kilimanjarica Rendle, J. Linn. Soc. (1895)
- Disperis lanceana H.Perrier (1936)
- Disperis lanceolata Bosser & la Croix, Adansonia, sér. 3 (2002)
- Disperis latigaleata H.Perrier (1939)
- Disperis leuconeura Schltr. (1915)
- Disperis lindleyana Rchb.f. (1865)
- Disperis macowanii Bolus, J. Linn. Soc. (1885)
- Disperis majungensis Schltr. (1924)
- Disperis masoalensis P.J.Cribb & la Croix, Adansonia, sér. 3 (2002)
- Disperis meirax Rchb.f. (1881)
- Disperis micrantha Lindl. (1839)
- Disperis mildbraedii Schltr. ex Summerh. (1933)
- Disperis monophylla Blatt. ex C.E.C.Fisch. (1928)
- Disperis mozambicensis Schltr. (1897)
- Disperis natascha-oppeltiae Eb.Fisch., Killmann, Delep. & J.-P.Lebel (2012)
- Disperis neilgherrensis Wight (1851)
- Disperis nemorosa Rendle (1895)
- Disperis nitida Summerh. (1956)
- Disperis oppositifolia Sm. (1808)
  - variété Disperis oppositifolia var. mascarenensis Bosser, Adansonia, sér. 3 (2002)
  - variété Disperis oppositifolia var. oppositifolia
- Disperis oxyglossa Bolus, J. Linn. Soc. (1885)
- Disperis paludosa Harv. ex Lindl. (1842)
- Disperis parvifolia Schltr. (1915)
- Disperis perrieri Schltr., Ann. Mus. Colon. Marseille, sér. 3 (1913)
- Disperis purpurata Rchb.f. (1876)
  - sous-espèce Disperis purpurata subsp. pallescens Bruyns (1989)
  - sous-espèce Disperis purpurata subsp. purpurata
- Disperis pusilla Verdc. (1968)
- Disperis raiilabris Summerh. (1939)
- Disperis reichenbachiana Welw. ex Rchb.f. (1865)
- Disperis reklieberae Eb.Fisch., Killmann, Delep. & J.-P.Lebel (2011)
- Disperis renibractea Schltr. (1924)
- Disperis saxicola Schltr. (1924)
- Disperis similis Schltr. (1924)
- Disperis stefan-jetteri Eb.Fisch., Killmann, Delep. & Lebel (2015)
- Disperis stenoplectron Rchb.f. (1881)
- Disperis szolc-rogozinskiana Szlach. & Kowalk. (2008)
- Disperis thomensis Summerh. (1937)
- Disperis thorncroftii Schltr. (1895)
- Disperis togoensis Schltr. (1905)
- Disperis trilineata Schltr. (1924)
- Disperis tripetaloides (Thouars) Lindl. (1839)
- Disperis tysonii Bolus, J. Linn. Soc. (1885)
- Disperis uzungwae Verdc. (1986)
- Disperis villosa (L.f.) Sw. (1800)
- Disperis virginalis Schltr. (1897)
- Disperis wealei Rchb.f. (1881)
- Disperis woodii Bolus, J. Linn. Soc. (1885)

Selon NCBI (6 août 2017) :
- Disperis anthoceros
- Disperis bodkinii
- Disperis bolusiana
  - sous-espèce Disperis bolusiana subsp. bolusiana
  - sous-espèce Disperis bolusiana subsp. macrocorys
- Disperis capensis
  - variété Disperis capensis var. brevicaudata
  - variété Disperis capensis var. capensis
- Disperis cardiophora
- Disperis circumflexa
  - sous-espèce Disperis circumflexa subsp. aemula
  - sous-espèce Disperis circumflexa subsp. circumflexa
- Disperis concinna
- Disperis cucullata
- Disperis dicerochila
- Disperis fanniniae
- Disperis lindleyana
- Disperis macowanii
- Disperis neilgherrensis
- Disperis oppositifolia
- Disperis oxyglossa
- Disperis paludosa
- Disperis purpurata
  - sous-espèce Disperis purpurata subsp. purpurata
- Disperis reichenbachiana
- Disperis renibractea
- Disperis stenoplectron
- Disperis tripetaloides
- Disperis tysonii
- Disperis villosa
- Disperis wealei

Selon The Plant List (6 août 2017) :
- Disperis ankarensis H.Perrier
- Disperis anthoceros Rchb.f.
- Disperis aphylla Kraenzl. ex De Wild. & T.Durand
- Disperis bathiei Bosser & la Croix
- Disperis bifida P.J.Cribb
- Disperis bodkinii Bolus
- Disperis bolusiana Schltr.
- Disperis bosseri la Croix & P.J.Cribb
- Disperis breviloba Verdc.
- Disperis capensis (L.) Sw.
- Disperis cardiophora Harv.
- Disperis ciliata Bosser
- Disperis circumflexa (L.) T.Durand & Schinz
- Disperis concinna Schltr.
- Disperis cooperi Harv.
- Disperis cordata Sw.
- Disperis crassicaulis Rchb.f.
- Disperis cucullata Sw.
- Disperis decipiens Verdc.
- Disperis dicerochila Summerh.
- Disperis discifera H.Perrier
- Disperis disiformis Schltr.
- Disperis egregia Summerh.
- Disperis elaphoceras Verdc.
- Disperis erucifera H.Perrier
- Disperis falcatipetala P.J.Cribb & la Croix
- Disperis fanniniae Harv.
- Disperis fayi Szlach. & Kowalk.
- Disperis galerita Rchb.f.
- Disperis hildebrandtii Rchb.f.
- Disperis humblotii Rchb.f.
- Disperis johnstonii Rchb.f. ex Rolfe
- Disperis kamerunensis Schltr.
- Disperis katangensis Summerh.
- Disperis kerstenii Rchb.f.
- Disperis kilimanjarica Rendle
- Disperis lanceana H.Perrier
- Disperis lanceolata Bosser & la Croix
- Disperis latigaleata H.Perrier
- Disperis leuconeura Schltr.
- Disperis lindleyana Rchb.f.
- Disperis macowanii Bolus
- Disperis majungensis Schltr.
- Disperis masoalensis P.J.Cribb & la Croix
- Disperis meirax Rchb.f.
- Disperis micrantha Lindl.
- Disperis mildbraedii Schltr. ex Summerh.
- Disperis monophylla Blatt. ex C.E.C.Fisch.
- Disperis mozambicensis Schltr.
- Disperis nantauensis S.Y. Hu
- Disperis neilgherrensis Wight
- Disperis nemorosa Rendle
- Disperis nitida Summerh.
- Disperis oppositifolia Sm.
- Disperis oxyglossa Bolus
- Disperis paludosa Harv. ex Lindl.
- Disperis parvifolia Schltr.
- Disperis perrieri Schltr.
- Disperis purpurata Rchb.f.
- Disperis pusilla Verdc.
- Disperis raiilabris Summerh.
- Disperis reichenbachiana Welw. ex Rchb.f.
- Disperis reklieberae Eb.Fisch., Killmann, Delep. & J.-P.Lebel
- Disperis renibractea Schltr.
- Disperis saxicola Schltr.
- Disperis similis Schltr.
- Disperis stenoplectron Rchb.f.
- Disperis szolc-rogozinskiana Szlach. & Kowalk.
- Disperis thomensis Summerh.
- Disperis thorncroftii Schltr.
- Disperis togoensis Schltr.
- Disperis trilineata Schltr.
- Disperis tripetaloides (Thouars) Lindl.
- Disperis tysonii Bolus
- Disperis uzungwae Verdc.
- Disperis villosa (L.f.) Sw.
- Disperis virginalis Schltr.
- Disperis wealei Rchb.f.
- Disperis woodii Bolus

Selon Tropicos (6 août 2017) (Attention liste brute contenant possiblement des synonymes) :
- Disperis afzelii Schltr.
- Disperis alata Labill.
- Disperis allisonii Rolfe
- Disperis ankarensis H. Perrier
- Disperis anomala Schltr.
- Disperis anthoceros Rchb. f.
- Disperis aphylla Kraenzl.
- Disperis atacorensis A. Chev.
- Disperis bathiei Bosser & la Croix
- Disperis bicolor Rolfe
- Disperis bifida P.J. Cribb
- Disperis bodkini Bolus
- Disperis bolusiana Schltr.
- Disperis borbonica H. Perrier
- Disperis bosseri la Croix & P.J. Cribb
- Disperis breviloba Verdc.
- Disperis buchananii Rolfe
- Disperis capensis Sw.
- Disperis cardiopetala Summerh.
- Disperis cardiophora Harv.
- Disperis centrocorys Schltr.
- Disperis ciliata Bosser
- Disperis circumflexa T. Durand & Schinz
- Disperis comorensis Schltr.
- Disperis concinna Schltr.
- Disperis cooperi Harv.
- Disperis cordata Sw.
- Disperis crassicaulis Rchb. f.
- Disperis cucullata Sw.
- Disperis decipiens Verdc.
- Disperis dicerochila Summerh.
- Disperis disaeformis Schltr.
- Disperis discifera H. Perrier
- Disperis discolor (Thouars) Frapp. ex Cordem.
- Disperis egregia Summerh.
- Disperis elaphoceras Verdc.
- Disperis ermelensis Rolfe
- Disperis erucifera H. Perrier
- Disperis falcatipetala P.J. Cribb & la Croix
- Disperis fanniniae Harv.
- Disperis flava Rolfe
- Disperis galerita Rchb. f.
- Disperis gracilis Schltr.
- Disperis graminifolia Banks ex Steud.
- Disperis guttata Frapp. ex Cordem.
- Disperis hamadryas Schltr.
- Disperis hildebrandtii Rchb. f.
- Disperis humbertii H. Perrier
- Disperis humblotii Rchb. f.
- Disperis javanica J.J. Sm.
- Disperis johnstonii Rchb. f. ex Rolfe
- Disperis kamerunensis Schltr.
- Disperis katagensis Summerh.
- Disperis katangensis Summerh.
- Disperis kermesina Rolfe
- Disperis kerstenii Rchb. f.
- Disperis kilimanjarica Rendle
- Disperis lanceana H. Perrier
- Disperis lanceolata Bosser & la Croix
- Disperis lantauensis S.Y. Hu
- Disperis latigaleata H. Perrier
- Disperis leuconeura Schltr.
- Disperis lindleyana Rchb. f.
- Disperis macowanii Bolus
- Disperis macrocorys Rolfe
- Disperis majungensis Schltr.
- Disperis masoalensis P.J. Cribb & la Croix
- Disperis meirax Rchb. f.
- Disperis micrantha Lindl.
- Disperis mildbraedii Schltr.
- Disperis mkenii Harv.
- Disperis monophylla Blatt. ex C.E.C. Fisch.
- Disperis mozambicensis Schltr.
- Disperis namaquensis Bolus
- Disperis nantauensis S.Y. Hu
- Disperis natalensis Rolfe
- Disperis neilgherrensis Wight
- Disperis nelsonii Rolfe
- Disperis nemorosa Rendle
- Disperis nitida Summerh.
- Disperis oppositifolia Sm.
- Disperis orientalis Fukuy.
- Disperis oxyglossa Bolus
- Disperis palawensis (Tuyama) Tuyama
- Disperis paludosa Harv. ex Lindl.
- Disperis papuana Michol. & Kraenzl.
- Disperis parvifolia Schltr.
- Disperis perrieri Schltr.
- Disperis philippinensis Schltr.
- Disperis preussii Rolfe
- Disperis purpurata Rchb. f.
- Disperis pusilla Verdc.
- Disperis raiilabris Summerh.
- Disperis reichenbachiana Welw. ex Rchb. f.
- Disperis renibractea Schltr.
- Disperis rhodoneura Schltr.
- Disperis saxicola Schltr.
- Disperis secunda Sw.
- Disperis siamensis Rolfe ex Downie
- Disperis similis Schltr.
- Disperis stenoglossa Schltr.
- Disperis stenoplectron Rchb. f.
- Disperis stolzii Schltr.
- Disperis teleplana F. Maek.
- Disperis tenera Spreng. ex Bolus
- Disperis thomensis Summerh.
- Disperis thorncroftii Schltr.
- Disperis togoensis Schltr.
- Disperis trilineata Schltr.
- Disperis tripetaloides (Thouars) Lindl.
- Disperis tysonii Bolus
- Disperis uzungwae Verdc.
- Disperis villosa Sw.
- Disperis virginalis Schltr.
- Disperis walkerae Rchb. f.
- Disperis wealei Rchb. f.
- Disperis woodii Bolus
- Disperis zeylanica Trimen
- Disperis × duckittiae auct.